# Labidostomis beckeri
Labidostomis beckeri is een keversoort uit de familie bladkevers (Chrysomelidae). De wetenschappelijke naam van de soort werd in 1881 gepubliceerd door Julius Weise.